# الاحتلال البريطاني لجزر فارو
الاحتلال البريطاني لجزر فارو خلال فترة الحرب العالمية الثانية بعد عملية تعرف باسم عملية فالنتين. وقعت عملية فالنتين مباشرة بعد الغزو الألماني للدنمارك والنرويج. وكان الاحتلال البريطاني لجزر فارو جزءًا صغيرًا من العمليات العسكرية التي دارت في دول الشمال خلال الحرب العالمية الثانية.
في شهر أبريل من عام 1940 احتلت المملكة المتحدة جزر فارو ذات الأهمية الاستراتيجية بهدف منع الغزو الألماني. غادرت القوات البريطانية الجزر بعد فترة وجيزة من انتهاء الحرب.

## الاحتلال
عندما احتلت بريطانيا جزر فارو، كانت الجزر تحمل صفة أمت (تقسيم إداري يشبه المقاطعة)، في الدنمارك. بعد غزو واحتلال الدنمارك في 9 أبريل من عام 1940، شنت القوات البريطانية عملية فالنتين بهدف السيطرة على جزر فارو. في 11 أبريل من نفس العام، أعلن ونستون تشرشل، أول لورد أميرالي، أمام مجلس عموم المملكة المتحدة احتلال جزر فارو: 
كما أننا نحتل في هذه اللحظة جزر فارو، التي تنتمي إلى الدنمارك، والتي تعتبر ذات موقع استراتيجي مهم للغاية، والذي استقلبنا شعبها بكل احترام. تقع علينا مسؤولية حماية جزر فارو من كل شدائد الحرب، وعلينا أن نثبت أنفسنا في جوها وبحرها، حتى تأتي اللحظة المناسبة التي نسلم فيها الجزر إلى الدنمارك بعد تحريرها من عبودية العدوان الألماني.
أُذيع إعلان تشرشل على راديو بي بي سي. وشوهدت طائرة تابعة للقوات الجوية الملكية فوق توشهافن، عاصمة جزر فارو، في نفس اليوم. في 12 أبريل من عام 1940، وصلت مدمرتان تابعتان للبحرية الملكية إلى ميناء تورشان. بعد عقد اجتماع بين الحاكم الدنماركي للجزر، كارل أيج هيلبرت، ورئيس برلمان جزر فارو، كريستينان دجوروس، عُقد اجتماع طارئ لبرلمان جزر الفراو في عصر نفس اليوم. حاول أعضاء البرلمان المؤيدين للاستقلال إعلان استقلال جزر فارو عن مملكة الدنمارك، دون أن يتمكنوا من تحقيق ذلك، وأُعلن في وقت لاحق عن احتلال بريطانيا للجزر، وأُصدرت عدة أوامر خاصة بأوقات الحرب، كالتعتيم الليلي في مدينة تورشافن وفي مدينة أرغير المجاورة لها، وفرض الرقابة على البريد والإبراق، وحُظرت قيادة السيارات ليلًا دون الحصول على تصريح.
في 13 أبريل من عام 1940، وصلت سفينة البحرية الملكية الحربية، إتش إم إس سوفولك إلى مدينة تورشافن. التقى بعدها العقيد تي. بي. دبليو. ساندال (قائد الجيش البريطاني) وفريدريك ماسون (القنصل البريطاني الجديد في جزر فارو) مع الحاكم الدنماركي، كارل آج هيلبرت. رد الحاكم على المطالبات البريطانية بطريقة اعتبرها ساندل احتجاجًا رسميًا، على الرغم من أن هيلبيرت كان قد أكد بأنه لم يتمكن من تمثيل الحكومة الدنماركية بشكل رسمي بسبب احتلال الدنمارك. قبل هيلبيرت بالشروط البريطانية بشرط سعي المملكة المتحدة لعدم التدخل في الشؤون الداخلية للجزر. قدم برلمان جزر فارو احتجاجًا رسميًا على الشروط البريطانية، لكنه عبر، في نفس الوقت، عن رغبته في بناء علاقات ودية مع بريطانيا. نزل 250 جندي من مشاة البحرية الملكية في موانئ جزر فارو، واستبدلوا فيما بعد بقوات بريطانية أخرى. وكانت العلاقة بين القوات البريطانية والسلطة في جزر فارو علاقة ودية. في شهر مايو من عام 1940، استبدلت قوات مشاة البحرية الملكية بجنود تابعين لوحدة كشافة لوفات الإسكتلندية. في عام 1942، استبدلت وحدة الكشافة الإسكتلندية بفوج الكاميرونيين للرماية (بنادق إسكتلندا). في عام 1944، جرى تخفيض عدد أفراد الحامية البريطانية في جزر فارو بشكل كبير. كان الكاتب، أريك لينكلتر، واحدًا من جنود الحامية البريطانية، وكتب روايته التي حملت عنوان ظلام الصيففي جزر فارو خلال سنوات الحرب.